# Clodagh Rodgers
Clodagh Rodgers (5. března 1947 Warrenpoint – 18. dubna 2025 Cobham) byla severoirská zpěvačka. V roce 1971 reprezentovala Spojené království na Eurovision Song Contest s písní „Jack in the Box“ a skončila na čtvrtém místě.

## Životopis
Clodagh Rodgers se narodila 5. března 1947 v hrabství Down. Se zpěvem začala ve třinácti letech. V televizi se poprvé objevila v září 1962.
V roce 1971 reprezentovala Spojené království na Eurovision Song Contest s písní „Jack in the Box“ a skončila na čtvrtém místě. S hudbou skončila v roce 1979 po svém rozvodu s Johnem Morrisem, se kterým měla jednoho syna. Své poslední dva singly vydala v roce 1980. Jejím druhým manželem byl kytarista Ian Sorbie, se kterým měla svého druhého syna. Sorbie zemřel v roce 1995 na rakovinu.
Po ukončení své hudební kariéry vydala ještě několik kompilací. Poslední vyšla v roce 2012.
Poslední léta svého života prožila v Surrey. Několik let se potýkala se špatným zdravotním stavem. Zemřela 18. dubna 2025 na následky nemoci. Bylo jí 78 let.

## Diskografie

### Studiová alba
- Clodagh Rodgers (1969)
- Midnight Clodagh (1969)
- Rodgers and Heart (1971)
- It's Different Now (1972)
- You Are My Music (1973)
- Save Me (1977)